# كريستي كوفنتري
كريستي كوفنتري (بالإنجليزية: Kirsty Coventry)‏‏ (16 سبتمبر 1983 في هراري - ) سباحة، وسياسية، وشخصية رياضية رائدة من زيمبابوي. وهي بطلة أولمبية مرتين في السباحة. تشغل منصب وزيرة الرياضة والفنون والترفيه في زيمبابوي منذ عام 2018. وأصبحت أول سيدة وأول شخصية أفريقية في التاريخ تفوز برئاسة اللجنة الأولمبية الدولية، وتُصبح رقم 10 في الترتيب خلفًا لتوماس باخ، والتي ستتقلده رسميًا في 24 يونيو 2025.